# Palau de la Zarzuela
El Palau de la Zarzuela a Madrid és una de les residències de la Família Reial Espanyola. Actualment és la residència privada dels reis Felip i Letizia.

## Construcció del Palau
Durant el segle xvii, el rei Felip IV va ordenar la construcció d'un petit palau o pavelló de caça a La Zarzuela, prop de Madrid. El nom prové de l'abundància de romeguera (zarza, en castellà). Constava d'un edifici rectangular amb sostre de pissarra. Carles IV va modificar l'edifici al segle xviii, introduint-hi nova tapisseria, porcellana, mobiliari i una magnífica col·lecció de rellotges. Va sofrir greus desperfectes durant la Guerra Civil.
Una rica fauna envolta el palau —situat al Monte del Pardo— amb bons exemplars de cérvols, porcs senglars i daines.

## Residència privada de la Família Reial
Malgrat que la residència oficial del rei d'Espanya és el Palau Reial de Madrid, aquest petit palau és la residència de l'actual monarca espanyol. Les cerimònies oficials més solemnes se celebren al Palau Reial de Madrid, mentre que el palau de la Zarzuela acull els actes familiars de la Casa Reial, els despatxos polítics ordinaris i les audiències informals.
Els actuals reis han viscut a la Zarzuela des del seu casament el 1962. També l'hereu de la Corona té la seva residència al recinte palatí. Les princeses Helena i Cristina abandonaren el palau amb motiu del seu casament, i fixaren la seva nova residència respectivament al centre de Madrid i a Barcelona; i posteriorment a Washington DC.
Des de 1981, també viu a La Zarzuela la princesa Irene de Grècia i Dinamarca, germana de la reina Sofia i del rei Constantí II de Grècia.